# (11956) Tamarakate
(11956) Tamarakate (1994 CL14) – planetoida z pasa głównego asteroid okrążająca Słońce w ciągu 3,49 lat w średniej odległości 2,3 j.a. Odkryta 8 lutego 1994 roku.